# کریس دونلیوی
کریس دونلیوی (انگلیسی: Chris Dunleavy؛ زادهٔ ۳۰ دسامبر ۱۹۴۹) بازیکن فوتبال اهل بریتانیا است.
از باشگاه‌هایی که در آن بازی کرده‌است می‌توان به باشگاه فوتبال ساوتپورت و باشگاه فوتبال اورتون اشاره کرد.